# علم الأيقونات

## علم الأيقونات
علم الأيقونات هو طريقة للتفسير في التاريخ الثقافي وتاريخ الفنون البصرية يستخدمها آبي واربورغ وإروين بانوفسكي وأتباعهم والتي تكشف الخلفية الثقافية والاجتماعية والتاريخية للموضوعات والمواضيع في الفنون البصرية. على الرغم من أن بانوفسكي ميز بين علم الأيقونات ورسم الأيقونات، إلا أن هذا التمييز لم يتم اتباعه على نطاق واسع، "ولم يتم إعطاؤهما تعريفات مقبولة من قبل جميع رسامي الأيقونات وعلماء الأيقونات". استمر عدد قليل من مؤلفي القرن الحادي والعشرين في استخدام مصطلح "علم الأيقونات" باستمرار، وبدلاً من ذلك استخدموا رسم الأيقونات لتغطية كلا المجالين من المعرفة.
بالنسبة لأولئك الذين يستخدمون هذا المصطلح، فإن علم الأيقونات مشتق من التوليف بدلاً من التحليل المتناثر ويفحص المعنى الرمزي على أكثر من قيمته الاسمية من خلال التوفيق بينه وبين سياقه التاريخي ومع أعمال الفنان على النقيض من الوصف على نطاق واسع. علم الأيقونية، كما وصفه بانوفسكي، هو نهج لدراسة محتوى ومعنى الأعمال الفنية التي تركز في المقام الأول على تصنيف وتحديد التواريخ والمصدر وغيرها من المعارف الأساسية الضرورية المتعلقة بموضوع العمل الفني المطلوب لمزيد من التطوير والتفسير.
إن "استخدام بانوفسكي لعلم الأيقونات كأداة رئيسية لتحليل الفن جلب له النقاد". على سبيل المثال، في عام 1946، انتقد جان جيريت فان جيلدر "علم أيقونات بانوفسكي لأنه يركز كثيرًا على المحتوى الرمزي للعمل الفني، ويهمل جوانبه الشكلية والعمل باعتباره وحدة الشكل والمحتوى". علاوة على ذلك، يتم تجنب علم الأيقونات في الغالب من قبل المؤرخين الاجتماعيين الذين لا يقبلون الدوغمائية النظرية في أعمال بانوفسكي.

## على عكس الايقونية
يعرّف إروين بانوفسكي علم الأيقونات بأنه "مبدأ معروف في العالم المعروف"، في حين أن علم الأيقونات هو "رسم أيقوني تحول إلى تفسير". ووفقاً لوجهة نظره، يحاول علم الأيقونات الكشف عن المبادئ الأساسية التي تشكل الموقف الأساسي لأمّة، أو فترة، أو طبقة، أو منظور ديني أو فلسفي، والذي تشكله شخصية واحدة ويتكثف في عمل واحد. وفقًا لرويلوف فان ستراتن، فإن علم الأيقونات "يمكن أن يفسر سبب اختيار الفنان أو الراعي لموضوع معين في مكان ووقت محددين وتمثيله بطريقة معينة. يجب أن يركز التحقيق الأيقوني على التأثيرات الاجتماعية التاريخية، وليس الفنية التاريخية". والقيم التي ربما لم يقم الفنان بتفعيلها بوعي ولكنها مع ذلك موجودة. يُنظر إلى العمل الفني في المقام الأول على أنه وثيقة من وقته ".
استخدم واربورغ مصطلح "رسم الأيقونات" في بحثه المبكر، واستبدله في عام 1908 بـ "علم الأيقونات" في طريقته الخاصة في التفسير البصري والتي تسمى "علم الأيقونات النقدي"، والتي ركزت على تتبع الزخارف من خلال الثقافات والأشكال البصرية المختلفة. في عام 1932، نشر بانوفسكي مقالًا أساسيًا، يقدم فيه طريقة من ثلاث خطوات للتفسير البصري تتناول (1) الموضوع الأساسي أو الطبيعي؛ (2) موضوع ثانوي أو تقليدي، أي صناعة الأيقونات؛ (3) المعنى أو المحتوى الثالثي أو الجوهري، أي علم الأيقونات. في حين أن رسم الأيقونات يحلل عالم الصور والقصص والرموز ويتطلب معرفة المصادر الأدبية، وفهم تاريخ الأنواع وكيفية التعبير عن الموضوعات والمفاهيم من خلال الأشياء والأحداث في ظل ظروف تاريخية مختلفة، فإن علم الأيقونات يفسر المعنى الجوهري أو المحتوى والعالم. للقيم الرمزية باستخدام "الحدس الاصطناعي". يدرك المترجم الميول الأساسية للعقل البشري كما هي مشروطة بعلم النفس والنظرة إلى العالم؛ فهو يحلل تاريخ الأعراض أو الرموز الثقافية، أو كيفية التعبير عن ميول العقل البشري بموضوعات محددة بسبب الظروف التاريخية المختلفة. علاوة على ذلك، عند فهم العمل الفني كوثيقة لحضارة معينة، أو موقف ديني معين فيها، يصبح العمل الفني أحد أعراض شيء آخر، يعبر عن نفسه في مجموعة متنوعة من الأعراض الأخرى. إن تفسير هذه القيم الرمزية، التي قد تكون غير معروفة أو مختلفة عن نية الفنان، هو موضوع علم الأيقونات. وشدد بانوفسكي على أنه "يمكن عمل علم الأيقونات عندما لا يكون هناك أعمال أصلية يمكن النظر إليها ولا شيء سوى الضوء الاصطناعي للعمل فيه."
وفقًا لإرنست جومبريتش ، "إن علم الأيقونات الناشئ... يجب أن يفعل في النهاية للصورة ما فعله علم اللغة للكلمة". ومع ذلك، يرى مايكل كاميل أنه "على الرغم من أن مفهوم بانوفسكي لعلم الأيقونات كان مؤثرًا جدًا في العلوم الإنسانية وفعالًا جدًا عند تطبيقه على فن عصر النهضة، إلا أنه لا يزال يمثل مشكلة عند تطبيقه على الفن من فترات ما قبل وبعد".

## فروق دقيقة
في عام 1952، أضاف كريتون جيلبرت اقتراحًا آخر لمعنى مفيد للكلمة "علم الأيقونات". ووفقاً لوجهة نظره، لم يكن علم الأيقونات هو التحقيق الفعلي للعمل الفني، بل نتيجة هذا التحقيق. ميز مؤرخ الفن النمساوي هانز سيدلماير بين علم الأيقونات الواقعي والمنهجي. يشير علم الأيقونات الواقعي إلى "المعنى العام للوحة فردية أو لمجمع فني (كنيسة، قصر، نصب تذكاري) كما يُرى ويُفسر بالإشارة إلى الأفكار التي تتشكل فيها". في المقابل، فإن علم الأيقونات "المنهجي" هو "علم الأيقونات المتكامل الذي يفسر التغييرات والتطور في التمثيلات". في علم الأيقونات: الصور والنص والأيديولوجية (1986)، كتب دبليو جيه تي ميتشل أن علم الأيقونات هو دراسة "ما يمكن قوله عن الصور"، معنيًا بوصف وتفسير الفن البصري، وأيضًا دراسة "ما تقوله الصور" الطرق التي يبدو أنهم يتحدثون بها عن أنفسهم من خلال الإقناع أو سرد القصص أو الوصف.وهو يدعو إلى "تحول أيقوني" ما بعد لغوي وما بعد سيميائي، مع التركيز على دور "أنظمة الرموز غير اللغوية". وبدلا من الاكتفاء بالإشارة إلى الفرق بين الصور المادية (المصورة أو الفنية)، "ينتبه إلى العلاقة الجدلية بين الصور المادية والصور الذهنية". وفقًا لدينيس بارتيلو وروبرت مورتون، يمكن أيضًا استخدام مصطلح "علم الأيقونات" لوصف "الحركة نحو رؤية الروابط عبر جميع عمليات اللغة" وفكرة "المستويات والأشكال المتعددة المستخدمة لتوصيل المعنى" من أجل الحصول على " "الصورة الكاملة" للتعلم". إن كونك متعلمًا بالمعنى التقليدي ومتعلمًا بصريًا هما العلامة الحقيقية للإنسان المتعلم جيدًا."
لعدة سنوات، تطورت أساليب جديدة لعلم الأيقونات في نظرية الصور. هذه هي حالة ما اقترح جان ميشيل دورافور، الفيلسوف الفرنسي ومنظر السينما، أن يطلق عليه "علم البيئة"، وهو مقاربة بيولوجية للصور كأشكال من الحياة، تتقاطع مع علم الأيقونات والإيكولوجيا وعلوم الطبيعة. في النظام البيئي، تحدد الصورة (eikon) نفسها بنفسها، أي أنها ترمز ذاتيًا لدى الآخرين وترمز معهم إلى موطنها الأيقوني (oikos). وهكذا تم دمج علم الأيقونات، وخاصة علم الأيقونات الواربورغية، مع مفهوم العلاقات بين كائنات الطبيعة الموروثة، من بين آخرين (آرني نيس ، وما إلى ذلك) من كتابات كينجي إيمانيشي. بالنسبة لإيمانيشي، الكائنات الحية هي رعايا. أو بتعبير أدق، البيئة والكائن الحي هما مجرد شيء واحد. إحدى النتائج الرئيسية هي أن "النوع"، الفرد الحي، "يحدد مكان حياته بشكل بيئي ذاتي" (الحرية في التطور). وفيما يتعلق بالصور: "إذا كانت الأنواع الحية تحدد نفسها بنفسها، فإن الصور ترمز إلى نفسها. وهذا ليس حشوًا. تعمل الصور على تحديث بعض افتراضياتها المميزة. فهي تعيش وسط صور أخرى، في الماضي أو الحاضر ولكن أيضًا المستقبل (تلك مجرد تصنيفات بشرية)، التي لديهم علاقات بها. إنهم يصورون أنفسهم في بيئة أيقونية يتفاعلون معها، والتي تجعلهم على وجه الخصوص الصور التي هم عليها. أو بشكل أكثر دقة، بقدر ما تمتلك الصور جزء نشط: الصور ترمز إلى البيئة الأيقونية لبيئتها المميزة".

## دراسات في علم الأيقونات
دراسات في علم الأيقونات هو عنوان كتاب لإروين بانوفسكي حول موضوعات إنسانية في فن عصر النهضة، نُشر لأول مرة عام 1939. وهو أيضًا اسم سلسلة كتب تمت مراجعتها من قبل النظراء بدأت في عام 2014 تحت رئاسة تحرير باربرا بارت ونشرتها دار نشر بيترز الأكاديمية الدولية، لوفين، بلجيكا، والتي تتناول المعنى الأعمق للوسائط المرئية عبر تاريخ البشرية في مجالات الفلسفة. وتاريخ الفن واللاهوت والأنثروبولوجيا الثقافية.

## روابط إضافية
- Encyclopedia.com: علم الأيقونات وعلم الأيقونات
- أيقونات المتحف العالمي: الأيقونات - علم الأيقونات
- قاموس مؤرخي الفن: بانوفسكي، إروين
- إروين بانوفسكي، دراسات في علم الأيقونات: موضوعات إنسانية في فن عصر النهضة . أكسفورد 1939.
- روس وودرو، "علم أيقونات إروين بانوفسكي"
- الايقونية وعلم الايقونية
- لورينزو جوليني، "البعد الغامض في الفن البصري"
- ماريا إيرينا بوبيسكو، "علم الأيقونات مقابل علم الأيقونات في طريقة إروين بانوفسكي"
- ريتشارد وودفيلد، “إرنست جومبريتش: علم الأيقونات و”لسانيات الصورة”. "
- جين دافيسون. "الأيقونة، وعلم الأيقونات، وعلم الأيقونات: العلامات التجارية المرئية، والخدمات المصرفية، وحالة قبعة الرامى"
- إيان فيرستيجن، "نداء من أجل علم الأيقونات المعرفية في الثقافة البصرية" نسخة محفوظة 4 مارس 2016 على موقع واي باك مشين.